# Minimes - Claude-Nougaro
Minimes – Claude-Nougaro è una stazione della metropolitana di Tolosa, inaugurata il 30 giugno 2007. È dotata di una banchina a 10 porte e perciò non può accogliere treni composti da più di due vetture.

## Architettura
Nella stazione è presente l'opera realizzata da Olivier Mosset e Damien Aspe. Si tratta di un pastello nero ed uno rosso, sovrapposti, al livello della mezzanina della stazione.

## Servizi
La stazione dispone di:
- Biglietteria automatica
- Scale mobili